# Dipodomys merriami
Dipodomys merriami е вид бозайник от семейство Торбести скокливци (Heteromyidae).

## Разпространение
Видът е разпространен в Мексико (Долна Калифорния, Дуранго, Сакатекас, Сан Луис Потоси, Синалоа и Сонора) и САЩ (Аризона, Калифорния, Невада, Ню Мексико, Тексас и Юта).